# Pechina
Pechina é um município da Espanha, na província de Almería, comunidade autónoma da Andaluzia. Tem 46 km² de área e em 2021 tinha 4 143 habitantes (densidade: 90,1 hab./km²). Pertence à Área Metropolitana de Almeria.